# Paris (Teksas)
Paris – miasto w Stanach Zjednoczonych, w stanie Teksas, w hrabstwie Lamar. Według spisu w 2020 roku liczy 24,5 tys. mieszkańców. 